# Pod Bukovou
Pod Bukovou este o arie protejată (arie specială de conservare — SAC, sit de importanță comunitară — SCI) din Slovacia întinsă pe o suprafață de 537,98 ha, integral pe uscat.

## Localizare
Centrul sitului Pod Bukovou este situat la coordonatele 49°15′23″N 21°50′55″E / 49.25644°N 21.848495°E.

## Înființare
Situl Pod Bukovou a fost declarat sit de importanță comunitară în aprilie 2004 pentru a proteja 9 specii de animale. Situl a fost protejat și ca arie specială de conservare în martie 2004.

## Biodiversitate
Situată în ecoregiunea alpină, aria protejată conține 5 habitate naturale: Fânețe de joasă altitudine (Alopecurus pratensis, Sanguisorba officinalis), Păduri de fag Asperulo-Fagetum, Izvoare petrifiante cu formare de travertin (Cratoneurion), Mlaștini alcaline, Păduri aluvionare cu Alnus glutinosa și Fraxinus excelsior (Alno-Padion, Alnion incanae, Salicion albae).
La baza desemnării sitului se află mai multe specii protejate:
- mamifere (3): lupul (Canis lupus), râs eurasiatic (Lynx lynx), liliac comun (Myotis myotis)
- nevertebrate (6): Boros schneideri, Carabus zawadzkii, fluturele purpuriu (Lycaena dispar), Rosalia alpina, Vertigo angustior, Vertigo moulinsiana

Pe lângă speciile protejate, pe teritoriul sitului au mai fost identificate 9 specii de plante, 9 specii de mamifere, 1 specie de nevertebrate.